# Cys-la-Commune
Cys-La-Commune är en kommun med 127 invånare i departementet Aisne i regionen Hauts-de-France i norra Frankrike. Den ligger i arrondissementet Soissons och kantonen Braine.
I Cys-la-Commune finns en fin, äldre kyrka.
Här har man också funnit en 5 000 år gammal grav med ett kvinnligt skelett.

## Demografi
Antalet invånare i kommunen Cys-la-Commune
| Referens: INSEE |